# Occidental
Occidental, později interlingue, je umělý jazyk publikovaný v roce 1922 německým námořním důstojníkem a učitelem Edgarem de Wahlem.
Interlingue je pečlivě navržen tak, aby mnoho z jeho odvozených slovních forem odráželo podobné formy mnoha západoevropských jazyků. To je možné aplikací De Wahlova pravidla skládajícího se z několika podpravidel umožňujících převádět infinitivy sloves na odvozená podstatná a přídavná jména. Výsledkem je pro jednotlivce seznámeného se západoevropskými jazyky na první pohled poměrně dobře srozumitelný jazyk. Společně s jednoduchou gramatikou pak tento fakt vedl k jeho značné popularitě v posledních 15 letech před druhou světovou válkou. Po volapüku, esperantu a idu šlo pravděpodobně o nejrozšířenější umělý jazyk.
Po druhé světové válce byl vážně oslaben v souvislosti s nástupem projektu interlingua na počátku 50. let 20. století, avšak díky internetu zažívá Occidental novou vlnu zájmu.

## Příklady

### Číslovky
| Occidental | Česky |
| un         | jeden |
| du         | dva   |
| tri        | tři   |
| quar       | čtyři |
| quin       | pět   |
| six        | šest  |
| sett       | sedm  |
| ott        | osm   |
| nin        | devět |
| deci       | deset |

## Vzorový text
| ' | Li material civilisation, li scientie, e mem li arte unifica se plu e plu. Li cultivat europano senti se quasi in hem in omni landes queles have europan civilisation, it es, plu e plu, in li tot munde. Hodie presc omni states guerrea per li sam armes. Sin cessa li medies de intercommunication ameliora se, e in consecuentie de to li terra sembla diminuer se. Un Parisano es nu plu proxim a un angleso o a un germano quam il esset ante cent annus a un paisano frances. |

Praha, li 1 januar 1936.   Annu II. Numeró 11
Nov presidente de Tchecoslovacia.
Li 14 decembre 1935 senior presidente Masaryk, in un etá de 86 annus, anunciat su demission. Pos un deci-sett-annual benedit periode presidential, il cessat esser li presidente del Republica, ma il sempre va restar li spiritual ductor del tot nation tchecoslovac. In ti restrictet cadre de nor micri jurnale noi absolutmen ne posse justmen descrir li importantie de su clarmen cristallisat personalitá por nor state e por Europa in general. Si nor Republica in li actual crise economic, politic e moral successat mantener li órdine, li justicie e li libertá de cives de omni nationalitás, noi debi it solmen al sagesse de Masaryk e al autoritá, quel il jui che omni habitantes de nor state. Adiante, il recomendat senior Dr. Beneš quam su successor. Li 18 decembre 1935, in li historic sala de Vladislav, li deputates e senatores per un eclatant majorité de votes ha electet sr. Dr. Beneš quam duesim presidente del Republica. Li electores e li publica salutat li resultate del election per long e entusiasmat ovationes. Sr. Dr. Beneš desde 20 annus es li intim colaborator de Masaryk. Per su election li representantes del population del Republica manifestat clarmen, que noi va mantener li actual linea politic, li linea del presidente Liberator Masaryk, li linea quel assecura nos li democratie, justicie e libertá. Presidente Dr. Beneš es li max apt successor de Masaryk e realisator de su idés. Tchecoslovacia continua esser li state de Masaryk.

### Všeobecná deklarace lidských práv
| occidental | Omni homes nasce líber e egal in dignitá e jures. Ili es dotat de rason e conscientie e deve acter vers unaltru in un spíritu de fraternitá. |
| česky      | Všichni lidé se rodí svobodní a sobě rovní co do důstojnosti a práv. Jsou nadáni rozumem a svědomím a mají spolu jednat v duchu bratrství.   |